# Ceurih Blang Mee
Ceurih Blang Mee is een bestuurslaag in het regentschap Pidie van de provincie Atjeh, Indonesië. Ceurih Blang Mee telt 455 inwoners (volkstelling 2010).